# Steyerberg
Steyerberg – miasto (niem. Flecken) i jednocześnie gmina samodzielna (niem. Einheitsgemeinde) w Niemczech w kraju związkowym Dolna Saksonia, w powiecie Nienburg (Weser).